# Willy Wielek-Berg
Willy Wielek-Berg (Steenwijk, 14 de junio de 1919 - Ámsterdam, 7 de enero de 2004) fue una traductora, crítica de cine, escritora, columnista y luchadora de la resistencia holandesa. Tradujo la obra de decenas de escritores, entre ellos Joseph Roth, Heinrich Böll, Theodor Fontane, Grete Weil, JRR Tolkien, Muriel Spark, Nina Simone y Russell Banks.

## Trayectoria
Wielek-Berg nació como Willy Berg en Steenwijk (Países Bajos) el 14 de junio de 1919, hija de un viajante de comercio, Wilhelmus Johannes Berg, y de la tendera Jantje Klijzing. Estudió en el colegio Hogereburgerschool de Zwolle y, tras finalizar sus estudios, trabajó como aprendiz en el diario regional Zwolsche Courant.

### Años de guerra
Wielek-Berg se instaló en Ámsterdam en 1943. Durante la Segunda Guerra Mundial, un primo suyo la influyó para que se uniera a un grupo de resistencia local de orientación comunista llamado CS-6 (por Corellistraat 6) que fabricaba bombas para sabotear los trenes de las fuerzas de ocupación nazis. Wielek-Berg trabajó como mensajera pero, junto con los demás miembros del grupo, fue detenida y condenada a seis meses de prisión en la Casa de Detención II de Amstelveenseweg. Los nazis asesinaron al resto de su grupo en prisión, pero Wielek-Berg consiguió escapar y sobrevivir fingiendo histeria.
Después de la guerra, Wielek-Berg se afilió al Partido Comunista de los Países Bajos y escribió brevemente sobre arte para De Waarheid (La Verdad). Pero fue despedida por considerar que sus convicciones comunistas «no eran suficientemente firmes», como demuestra su decisión de reseñar la película El tercer hombre (1949). Según Amelink, «no debería haber escrito sobre una película que hablaba mal de los rusos».

### Carrera profesional y matrimonio
En 1947, Wielek-Berg empezó a escribir extensamente sobre el Holocausto. En 1952 se casó con un hombre llamado Henk Wielek, que en realidad era el seudónimo del escritor judío polaco-alemán, crítico de cine y diputado del Partido Laborista holandés (1973-1978) Wilhelm Kweksilber. Adoptó su alias como parte de su apellido de casada, convirtiéndose en Willy Wielek-Berg.
A partir de la década de 1960, Wielek-Berg comenzó a centrarse en la traducción de libros y obras radiofónicas, y desde 1970 empezó a reseñar películas y libros para el periódico Trouw. Al hacerlo, tuvo que limitar sus críticas a películas consideradas de buen gusto y evitar libros o películas inmorales o blasfemas. En aquella época, Wielek-Berg no se atrevió a publicar una crítica de La vida de Brian, de los Monty Python, por su carácter blasfemo, aunque en una entrevista afirmó que «le parecía maravillosa».

### Escritos y fallecimiento
En 1992, Wielek-Berg debutó como escritora creativa con la novela De Lichten, a la que siguió en 1995 su colección de relatos cortos titulada como su gato Zwarte de Pik van Botha. Cuando su marido, Kweksilber, comenzó un lento declive debido a la enfermedad de Alzheimer, Wielek-Berg cuidó de él hasta su muerte en 1988, al no querer ingresarlo en una residencia y correr el riesgo de que se asustara pensando que vivía en un campo de concentración.
Wielek-Berg siguió escribiendo «hasta el final». Devoraba novelas policíacas por centenares". Murió en Ámsterdam a los 84 años, el 7 de enero de 2004, tras una corta enfermedad.

## Obras seleccionadas
- 1960: Comandante de Auschwitz; autorretrato de un verdugo (traducción de una autobiografía de Rudolf Höss )
- 1964: Muerte en Roma (traducción de Der Tod in Rom de Wolfgang Koeppen )
- 1968: El herrero de Wootton Mayor (traducción de Smith of Wootton Major, de J. R. R. Tolkien)
- 1971: Los cuentos de hadas de Tolkien 1 (traducciones)[5]
- 1976: El Infante de la Muerte
- 1977: Los cuentos de hadas de Tolkien 2 (traducciones)
- 1981: Radetzkymars (traducción de la novela de Joseph Roth)
- 1992: Las luces (novela)
- 1995: Zwarte de Pik van Botha (El gallo negro de Botha) (colección de relatos cortos que lleva el nombre de su gato).